# ليزلي فيدلر
ليزلي فيدلر (بالإنجليزية: Leslie Fiedler)‏ هو أستاذ جامعي وكاتب وصحفي أمريكي، ولد في 8 مارس 1917 في نيوآرك في الولايات المتحدة، وتوفي في 29 يناير 2003 في بوفالو في الولايات المتحدة.

## وصلات خارجية
- ليزلي فيدلر على موقع IMDb (الإنجليزية)
- ليزلي فيدلر على موقع الموسوعة البريطانية (الإنجليزية)
- ليزلي فيدلر على موقع ميوزك برينز (الإنجليزية)
- ليزلي فيدلر على موقع إن إن دي بي (الإنجليزية)